# Mont Keira
Pour les articles homonymes, voir Keira (homonymie).
Le mont Keira (Mount Keira en anglais) est une montagne de 463,9 mètres qui se trouve à environ 4 kilomètres au nord-ouest de la ville de Wollongong, en Nouvelle-Galles du Sud, en Australie. Sa forme caractéristique et sa proximité avec la ville de Wollongong font de cette colline un site touristique local majeur. La montagne est connue pour les points de vue qu'elle permet d'avoir sur toute la région, permettant par temps dégagé d'apercevoir les Montagnes bleues à 77 kilomètres de là et par ses anciennes mines de charbon fermées depuis le 27 septembre 1991.
Keira est un terme d'origine aborigène qui désigne un grand lagon ou bien une montagne.
Un faubourg de la ville de Wollongong situé sur le côté sud de la colline porte également le nom de Mount Keira.
Le mont Keira fait partie de la chaîne de l'Illawarra dont il constitue un plateau avancé rejoignant la chaine principale par une pente douce sur son côté ouest. Les trois autres versants sont constitués de falaises dont les pieds descendent en pente douce vers les plaines et la mer.